# Kräuselspinnen
Die Kräuselspinnen (Dictynidae) sind eine Familie der Echten Webspinnen aus der Überfamilie Dictynoidea. Einzelne Arten haben auch die Bezeichnung „Lauerspinnen“. Die Familie umfasst 52 Gattungen und 578 Arten.

## Beschreibung
Kräuselspinnen sind allesamt kleine Spinnen. Nur wenige Arten überschreiten eine Körperlänge von vier Millimetern. Viele Arten sind unscheinbar braun gefärbt, einige sind jedoch auch auffällig bunt wie beispielsweise die hellgrüne Nigma walckenaeri.
Kräuselspinnen gehören zu den cribellaten Spinnen. Die meisten Arten stellen mit ihrem speziellen Spinnapparat keine Leimfäden her, sondern eine besonders feine und gekräuselte Spinnwolle. Diese wird in unregelmäßigen Netzen auf Pflanzen versponnen. In diesen feinen Netzen verfangen sich Insekten hoffnungslos und werden so zur Beute der Kräuselspinnen. Einige Gattungen wie Mizaga können keine Kräuselwolle produzieren, da ihr Cribellum reduziert ist.

## Lebensweise und Vorkommen
Kräuselspinnen kommen in Mitteleuropa in unterschiedlichen Lebensräumen vor; auf Stauden, auf Trockenrasen, auf Bäumen und Büschen. Die Gemeine Kräuselspinne (Dictyna arundinacea) bevorzugt die Blütenstände von vertrockneten Pflanzen wie Rainfarn oder verschiedenen Doldenblütlern. Die Gelbe Kräuselspinne (Nimba flavescens) ist dagegen oft auf Eichenblättern zu finden, die Grüne Kräuselspinne auf Efeublättern und Wildem Wein. Arten wie die Gemeine Kräuselspinne sind überaus häufig und fast überall zu finden, wo es geeignete Standorte gibt, auch an Wegrändern und auf Ruderalflächen.
Während des Sommers findet die Paarung statt. Das Männchen vibriert vorsichtig am Netz des Weibchens, um nicht selbst zur Beute zu werden. Während der Paarung hält das Männchen die Cheliceren des Weibchens mit den eigenen Cheliceren. Nach der Paarung lebt das Männchen dann noch eine Zeitlang zusammen mit dem Weibchen in einem Netz, bis es stirbt. Das Weibchen spinnt einen Kokon in ihrem Gespinst und legt darin ihre Eier ab.

## Einheimische Gattungen und Arten
In Europa sind 56 Arten verbreitet. Die wichtigsten in Mitteleuropa vorkommenden Gattungen und Arten sind:
- Altella Simon, 1884
  - Altella aussereri Thaler, 1990
- Argenna Thorell, 1870
- Brigittea Lehtinen, 1967 – Mauerspinnen
  - Brigittea latens Fabricius, 1775 – Dunkle Mauerspinne
- Dictyna Sundevall, 1833 – Heckenkräuselspinnen
  - Gemeine Kräuselspinne – Dictyna arundinacea (Linnaeus, 1758)
  - Dictyna pusilla Thorell, 1856 – Braune Heckenkräuselspinne
  - Heckenlauerspinne – Dictyna uncinata Thorell, 1856
- Lathys Simon, 1884 – Waldkräuselspinnen
  - Lathys humilis (Blackwall, 1855) – Gewöhnliche Waldkräuselspinne
- Marilynia Lehtinen, 1967
  - Marilynia bicolor (Simon, 1870)
- Mastigusa Menge, 1854
  - Mastigusa macrophthalma (Kulczyński, 1897), kein Nachweis in Deutschland, Tschechien und der Schweiz, selten
- Nigma Lehtinen, 1967 – Bunte Kräuselspinnen
  - Gelbe Kräuselspinne – Nigma flavescens (Walckenaer, 1830)
  - Nigma puella (Simon, 1870) – Rote Kräuselspinne
  - Grüne Kräuselspinne – Nigma walckenaeri (Roewer, 1951)

## Systematik
Der World Spider Catalog listet für die Kräuselspinnen aktuell 52 Gattungen und 464 Arten. (Stand: Juli 2018)
- Adenodictyna Ono, 2008
  - Adenodictyna kudoae Ono, 2008
- Aebutina Simon, 1892
  - Aebutina binotata Simon, 1892
- Ajmonia Caporiacco, 1934
- Altella Simon, 1884
- Anaxibia Thorell, 1898
- Arangina Lehtinen, 1967
- Archaeodictyna Caporiacco, 1928
- Arctella Holm, 1945
- Argenna Thorell, 1870
- Argennina Gertsch & Mulaik, 1936
  - Argennina unica Gertsch & Mulaik, 1936
- Argyroneta Latreille, 1804
- Atelolathys Simon, 1892
  - Atelolathys varia Simon, 1892
- Banaidja Lehtinen, 1967
  - Banaidja bifasciata (L. Koch, 1872)
- Bannaella Zhang & Li, 2011
- Brigittea Lehtinen, 1967
- Brommella Tullgren, 1948
- Callevophthalmus Simon, 1906
- Chaerea Simon, 1884
  - Chaerea maritimus Simon, 1884
- Clitistes Simon, 1902
- Devade Simon, 1884
- Dictyna Sundevall, 1833
- Dictynomorpha Spassky, 1939
- Emblyna Chamberlin, 1948
- Hackmania Lehtinen, 1967
- Helenactyna Benoit, 1977
- Hoplolathys Caporiacco, 1947
  - Hoplolathys aethiopica Caporiacco, 1947
- Iviella Lehtinen, 1967
- Kharitonovia Esyunin, Zamani & Tuneva, 2017
- Lathys Simon, 1884
- Mallos O. Pickard-Cambridge, 1902
- Marilynia Lehtinen, 1967
- Mashimo Lehtinen, 1967
  - Mashimo leleupi Lehtinen, 1967
- Mexitlia Lehtinen, 1967
- Mizaga Simon, 1898
- Myanmardictyna Wunderlich, 2017
- Nigma Lehtinen, 1967
- Paradictyna Forster, 1970
- Penangodyna Wunderlich, 1995
  - Penangodyna tibialis Wunderlich, 1995
- Phantyna Chamberlin, 1948
- Qiyunia Song & Xu, 1989
  - Qiyunia lehtineni Song & Xu, 1989
- Rhion O. Pickard-Cambridge, 1870
  - Rhion pallidum O. Pickard-Cambridge, 1870
- Saltonia Chamberlin & Ivie, 1942
  - Saltonia incerta (Banks, 1898)
- Scotolathys Simon, 1884
  - Scotolathys simplex Simon, 1884
- Shango Lehtinen, 1967
  - Shango capicola (Strand, 1909)
- Sudesna Lehtinen, 1967
- Tahuantina Lehtinen, 1967
  - Tahuantina zapfeae Lehtinen, 1967
- Tandil Mello-Leitão, 1940
  - Tandil nostalgicus Mello-Leitão, 1940
- Thallumetus Simon, 1893
- Tivyna Chamberlin, 1948
- Tricholathys Chamberlin & Ivie, 1935
- Viridictyna Forster, 1970